# 岩崎民男
岩崎 民男（日語：、1894年8月8日－1978年1月30日）為日本陸軍軍人。最終階級陸軍中將。

## 經歷
山口縣出身。農業・岩崎孝長男。就讀過萩中學校、廣島陸軍地方幼年學校、陸軍中央幼年學校本科等校、1915年（大正4年）5月、陸軍士官學校（27期）畢業。同年12月、任官步兵少尉擔任步兵第20連隊付。1922年（大正11年）11月、陸軍大学校（34期）畢業。
1923年（大正12年）12月、為參謀本部付勤務、任過參謀本部員，1926年（大正15年）3月、任陸軍兵器本廠付後為陸軍派遣學生進入東京帝國大學法學部學習。1929年（昭和4年）3月、派令為陸軍技術本部付兼陸軍省官房付、之後轉任兵器本廠付（陸軍省調査班）。1930年（昭和5年）8月、步兵少佐，1934年（昭和9年）8月、昇進步兵中佐。1936年（昭和11年）8月、就任人事局徴募課員、1937年（昭和12年）8月、轉任朝鮮軍參謀，同年11月、進級步兵大佐。
1938年（昭和13年）9月、就任步兵第47連隊長中日戰爭出征。1940年（昭和15年）12月、昇進陸軍少將著任歩兵第39旅團長。1941年（昭和16年）11月、擔任興亞院蒙彊連絡部長官接著迎接太平洋戰爭。1942年（昭和17年）11月、轉任大東亞省張家口駐在公使、1944年（昭和19年）3月、進升陸軍中將。同年7月、就任第111師團長、在濟州島構築防禦陣地以準備抵禦同盟國軍登陸戰。並無戰鬥發生最後迎接終戰。1945年（昭和20年）12月、被編入預備役。

## 親族
- 女婿 上妻正康（陸軍少佐、陸將）